# Entophlyctis luteolus
Entophlyctis luteolus är en svampart som beskrevs av Longcore 1995. Entophlyctis luteolus ingår i släktet Entophlyctis och familjen Endochytriaceae.   Inga underarter finns listade i Catalogue of Life.